# دیپلماسی عمومی اسرائیل
دیپلماسی عمومی اسرائیل، همچنین شناخته شده به عنوان هاسبارا (عبری: הַסְבָּרָה‎، انگلیسی: Hasbara)، به تلاش‌های روابط عمومی برای انتشار اطلاعات مثبت در مورد کشور اسرائیل و اقدامات آن در خارج از کشور اشاره دارد.
دولت اسرائیل و حامیان آن این اصطلاح را برای توصیف تلاش‌ها در جهت توضیح سیاست‌های دولت و ترفیع اسرائیل در برابر فشارهای منفی و مقابله با آنچه تلاش‌ها برای مشروعیت‌زدایی از اسرائیل می‌دانند، به کار می‌برند. هاسبارا همچنین یک حسن تعبیر برای پروپاگاندا است.

## واژه‌شناسی
در حالی که هاسبارا در واقع به معنای «توضیح» است، اما معنای دقیق آن در کاربرد فعلی مورد بحث است. گیدئون میر گفته است که هیچ ترجمهٔ «واقعی، دقیق» از کلمهٔ هاسبارا به انگلیسی یا هر زبان دیگری وجود ندارد و آن را به مثابه دیپلماسی عمومی تعریف کرده است، اقدامی که همهٔ دولت‌های جهان با افزایش اهمیت روزافزون آن چیزی که جوزف نای استاد دانشگاه هاروارد، قدرت نرم می‌نامید، بر عهده می‌گیرند. گری روزنبلات آن را «حمایت» توصیف می‌کند. به افرادی که در این عمل مشارکت می‌کنند هاسباریست گفته شده است.
هاسبارا به عنوان «پروپاگاندای حامی اسرائیل»، و «اصطلاح جدید کاربر-پسند برای پروپاگاندای اسرائیلی» توصیف شده است اما در حالی که «پروپاگاندا تلاش می‌کند جنبه‌های مثبت یک طرف درگیری را برجسته کند، هاسبارا به دنبال این است که اقدامات را فارغ از اینکه آن‌ها موجه هستند یا خیر، توضیح دهد.»

جیورا گودمن، تاریخ‌دان، «هاسبارا» را در عمل به معنی «پروپاگاندا» می‌داند و توضیح می‌دهد:
اصطلاح «پروپاگاندا» در نیمه اول قرن بیستم معنایی توهین‌آمیز پیدا کرد. بر این اساس، پروپاگاندیست‌های انگلیسی و آمریکایی از «اطلاعات» برای توصیف کار خود استفاده می‌کردند و واژه دارای صدای مثبت هاسبارا به‌طور کلی در عبری ترجیح داده شده است. «پروپاگاندا»، ta’amula در عبری، بیشتر مختص کاری است که مخالفان انجام می‌دهند، اما این اصطلاح غالباً توسط جنبش صهیونیستی برای به تصویر کشیدن تلاش‌های خود برای تأثیرگذاری بر مخاطبان توده‌ای استفاده می‌شود.